# René Sparenberg
René Sparenberg   (Semarang, 3 de desembre de 1918 - Yalaha, 1 de juliol de 2013), va ser un jugador d'hoquei sobre herba neerlandès que va competir durant la dècada de 1930.
El 1936 va prendre part en els Jocs Olímpics de Berlín, on va guanyar la medalla de bronze com a membre de l'equip neerlandès en la competició d'hoquei sobre herba.
En el moment de la seva mort era el medallista neerlandès més vell, així com el darrer medallista neerlandès d'abans de la Segona Guerra Mundial.